# Плавание на летних Олимпийских играх 1928
Соревнования по плаванию на летних Олимпийских играх 1928 года проводились как среди мужчин, так и среди женщин.

## Общий медальный зачёт
| Место | Страна         | Золото | Серебро | Бронза | Всего |
| ----- | -------------- | ------ | ------- | ------ | ----- |
| 1     | США            | 6      | 2       | 3      | 11    |
| 2     | Нидерланды     | 1      | 2       | 0      | 3     |
| 3     | Германия       | 1      | 1       | 1      | 3     |
| 3     | Япония         | 1      | 1       | 1      | 3     |
| 5     | Швеция         | 1      | 0       | 1      | 2     |
| 6     | Аргентина      | 1      | 0       | 0      | 1     |
| 7     | Великобритания | 0      | 2       | 2      | 4     |
| 8     | Австралия      | 0      | 2       | 0      | 2     |
| 9     | Венгрия        | 0      | 1       | 0      | 1     |
| 10    | Филиппины      | 0      | 0       | 1      | 1     |
| 10    | Канада         | 0      | 0       | 1      | 1     |
| 10    | ЮАС            | 0      | 0       | 1      | 1     |
|       |                |        |         |        |       |
| Всего | Всего          | 11     | 11      | 11     | 33    |

## Медалисты

### Мужчины
| Дисциплина                      | Золото                                                                | Серебро                                                            | Бронза                                                            |
| ------------------------------- | --------------------------------------------------------------------- | ------------------------------------------------------------------ | ----------------------------------------------------------------- |
| 100 м вольным стилем            | Джонни Вайсмюллер США                                                 | Иштван Барань Венгрия                                              | Кацуо Такаиси Япония                                              |
| 400 м вольным стилем            | Викториано Альберто Соррилья Аргентина                                | Эндрю Чарлтон Австралия                                            | Арне Борг Швеция                                                  |
| 1500 м вольным стилем           | Арне Борг Швеция                                                      | Эндрю Чарлтон Австралия                                            | Кларенс Крэббе США                                                |
| 100 м на спине                  | Джордж Коджак США                                                     | Уолтер Лауфер США                                                  | Пол Вайэтт США                                                    |
| 200 м брассом                   | Ёсиюки Цурута Япония                                                  | Эрих Радемахер Германия                                            | Теофило Ильдефонсо Филиппины                                      |
| Эстафета 4×200 м вольным стилем | США · Остин Клэпп · Джордж Коджак · Уолтер Лауфер · Джонни Вайсмюллер | Япония · Нобуо Араи · Токухэй Сада · Кацуо Такаиси · Хироси Ёнэяма | Канада · Гарнет Олт · Манроу Борн · Уолтер Спенс · Джеймс Томпсон |

### Женщины
| Дисциплина                      | Золото                                                                       | Серебро                                                                 | Бронза                                                               |
| ------------------------------- | ---------------------------------------------------------------------------- | ----------------------------------------------------------------------- | -------------------------------------------------------------------- |
| 100 м вольным стилем            | Альбина Осипович США                                                         | Элеанор Гаратти США                                                     | Джойси Купер Великобритания                                          |
| 400 м вольным стилем            | Марта Норелиус США                                                           | Мария Браун Нидерланды                                                  | Джозефина Макким США                                                 |
| 100 м на спине                  | Мария Браун Нидерланды                                                       | Эллен Кинг Великобритания                                               | Джойси Купер Великобритания                                          |
| 200 м брассом                   | Хильдегард Шрадер Германия                                                   | Митье Барон Нидерланды                                                  | Шарлотта Мюхе Германия                                               |
| Эстафета 4×100 м вольным стилем | США · Элеанор Гаратти · Аделаида Ламберт · Марта Норелиус · Альбина Осипович | Великобритания · Джойси Купер · Эллен Кинг · Цисси Стюарт · Ирис Таннер | ЮАС · Мэри Редфорд · Рода Ренни · Кэтлин Рассел · Фредди ван дер Гус |